# ناحية بري الشرقي
ناحية بري الشرقي إحدى نواحي سوريا تتبع إداريّاً لمحافظة حماة منطقة السلمية ومركزها بلدة بري الشرقي، بلغ تعداد سكان الناحية 13,767 نسمة حسب التعداد السكاني لعام 2004.

## بلدات وقرى ناحية بري الشرقي
أبو حنايا، أبو حبيلات، عكش، عرشونة، بري الشرقي، مفكر شرقي، فريتان، الحردانة، الخريجة، تل التوت، تل جديد، أم ميل، بري الغربي، مفكر الغربي.